# Sovke
Sovke (lat. Strigiformes) su red iz razreda ptica u koji se ubraja više od 130 vrsta. Članovi ove grupe ptica, kao i sokolovke i jastrebovke žive na svim kontinentima, s izuzetkom Antarktika. One su, kao i sokolovke i jastrebovke, isto tako grabljivice, ali većim dijelom su, za razliku od njih, aktivne noću i nizom svojih osobina su prilagođene tom načinu života. Unutar ovog reda su dvije porodice, kukuvije (Tytonidae) i sove (Strigidae).

## Anatomske osobine sovki
Sovke imaju vrlo tipičan izgled. Kao grabljivice prilagođene noćnom lovu, one se specifičnim anatomskim osobinama razlikuju od drugih vrsta ptica. Tijelo im je zbijeno a glava, u usporedbi s drugim pticama, upadljivo velika i okrugla. Kljun im je, počevši od korijena, snažno svinut prema dolje i ima vrlo oštre rubove. Pokljunica je kratka i skrivena u dugačkom, krutom, čekinjastom perju koje raste uz korijen kljuna. 
Oči su im naročito krupne, izbuljene i okrenute prema naprijed s konveksnim lećama. To im omogućuje dobru procjenu udaljenosti i brzine plijena. Same oči su nepokretne, ali zato mogu okretati glavu za čitavih 270° što im značajno povećava vidno polje. 
Dok druge ptice imaju u pravilu male okrugle slušne otvore, kod sovki su ti otvori okomito izduženi i gotovo jednako dugi koliko i sama glava. Međutim, slušni otvori im nisu smješteni simetrično, desni je malo iznad lijevog. Ta je asimetrija od vrste do vrste manje ili više izražena, ali postoji kod svih. Osim toga, mnoge sove imaju optički upadljiv "veo" oko očiju od zrakastog pernatog vijenca koji usmjerava zvuk prema ušima. Zajedno s pernatim ušima taj "veo" im služi za pokazivanje raspoloženja i zbog toga su često upadljivo obojeni. Ulogu ušnih školjki imaju kratka, tvrda pera koja su smještena ispred i iza slušnog otvora i pomažu pri određivanju smjera zvuka. Iz istog razloga sovke imaju, u odnosu na druge ptice, širu lubanju. Zbog toga, zvuk koji dolazi sa strane do jednog uha stiže djelić sekunde ranije nego nego do drugog. 
Krila imaju veliku nosivu površinu prema težini tijela. Na vrhovima su zaobljena i povijena prema tijelu. Vanjska "zastavica" prva tri letna pera, pogotovo kod dnevno aktivnih sovki, ima oblik neobičnih resa ili je pilasto nazubljena, dok je unutrašnja "zastavica" letnih pera zbog svojih mekih postranih niti svilenkasta ili vunasta.  To im omogućava vrlo tiho letenje kako im zvuk vlastitog leta ne bi ometao slušanje zvukova iz okoline, ali i omogućio nečujno prilaženje plijenu. Jedina iznimka su vrste koje su se specijalizirale za lov na ribe.